# Rouxel et Cie
Rouxel et Cie war ein französischer Hersteller von Automobilen.

## Unternehmensgeschichte
Das Unternehmen aus Boulogne-Billancourt begann 1899 mit der Produktion von Automobilen. Der Markenname lautete Rouxel. Im gleichen Jahr endete die Produktion bereits wieder. Nur wenige Exemplare entstanden.

## Fahrzeuge
Das einzige Modell 2 ¼ CV war eine Voiturette. Für den Antrieb sorgte ein Einzylindermotor von Aster.